# Rafael Vásquez (general)
Expedición de Vazquez 
Rafael Vásquez (Ciudad de México, 1804 – 9 de marzo de 1854) fue un general del siglo XIX del ejército mexicano durante la rebelión mexicana contra el gobierno centralista.

## Primeros años
Vásquez nació en la Ciudad de México en 1804. Su primer esfuerzo militar fue el 20 de febrero de 1827, como Capitán de los Patriotas de la Hacienda de Ciénega de Mata, Jalisco, México. Fue nombrado general de brigada en 1839. 

## Rebeliones políticas mexicanas
Vásquez fue una figura importante en la supresión de los insurgentes mexicanos, quienes se opusieron a la centralización del gobierno mexicano bajo el general Antonio López de Santa Anna. Los estados de Coahuila, Nuevo León y Tamaulipas abogaron por la rebelión y buscaron la secesión de México y declararon una nueva República del Río Grande en 1840. Vásquez dirigió una fuerza para someter a Antonio Canales Rosillo y sus tropas texano-mexicanas a una emboscada cerca de Saltillo, México. Asistiendo a Canales estaba el Coronel Samuel W. Jordan. Este dirigió un grupo de tropas federalistas que se habían infiltrado en secreto por partidarios centralistas. Sin embargo, aún logró derrotar a las fuerzas centralistas que rápidamente huyeron a Saltillo.

## Invasión de Texas
El 5 de marzo de 1842, el general Vásquez invadió Texas, en la conocida Expedición del General Vásquez con unos 700 hombres y ocupó San Antonio. Las fuerzas tejanas quedaron sorprendidas y abrumadas. Vásquez lo consideró una rendición y tomó el control de San Antonio. Levantó la bandera mexicana y así declaró vigentes las leyes mexicanas. El 7 de marzo, Vásquez huyó de San Antonio, mientras era perseguido por las fuerzas tejanas.  Cruzó el río Bravo y regresó a México. La expedición de Vásquez fue uno de los eventos que provocaron represalias por parte de los tejanos a través de la Expedición Mier. En septiembre del mismo año el general Adrian Woll también ocuparía brevemente San Antonio, antes de tener que retirarse.

## Vida más tardía
Más tarde, en 1851 y 1852, Vásquez fue comandante general del estado de Jalisco, México. Murió el 9 de marzo de 1854 en la Ciudad de México.

## Citas
1. ↑  David M. Vigness, "REPUBLIC OF THE RIO GRANDE," Handbook of Texas Online , accessed September 23, 2011.
2. ↑  Roberto Mario Salmón, "CANALES ROSILLO, ANTONIO," Handbook of Texas Online , accessed September 23, 2011.
3. ↑  "JORDAN, SAMUEL W.," Handbook of Texas Online , accessed September 23, 2011.
4. ↑  de la Teja (1991), p. 116.
5. ↑  de la Teja (1991), p. 117.
6. ↑  "VASQUEZ, RAFAEL," Handbook of Texas Online , accessed September 23, 2011.